# Гоча Джамараулі
Гоча Джамараулі (груз. გოჩა ჯამარაული, нар. 23 липня 1971, Ґардабані) — грузинський футболіст, півзахисник.
Насамперед відомий виступами за клуби «Динамо» (Тбілісі), «Цюрих» та «Металург» (Донецьк), а також національну збірну Грузії.

## Клубна кар'єра
У дорослому футболі дебютував 1990 року виступами за команду клубу «Динамо» (Тбілісі), в якій провів шість сезонів, взявши участь у 123 матчах чемпіонату.  Більшість часу, проведеного у складі тбіліського «Динамо», був основним гравцем команди.
Згодом з 1996 по 1998 рік грав у складі команд клубів «Аланія», «Динамо» (Тбілісі) та «Трабзонспор».
Своєю грою за останню команду привернув увагу представників тренерського штабу клубу «Цюрих», до складу якого приєднався 1998 року. Відіграв за команду з Цюриха наступні чотири сезони своєї ігрової кар'єри.
Протягом 2002—2005 років захищав кольори клубів «Люцерн», «Металург» (Донецьк) та «Динамо» (Тбілісі).
Завершив професійну ігрову кар'єру у клубі «Анортосіс», за команду якого виступав протягом 2005—2006 років.

## Виступи за збірну
У 1994 році дебютував в офіційних матчах у складі національної збірної Грузії. Протягом кар'єри у національній команді, яка тривала 11 років, провів у формі головної команди країни 62 матчі, забивши 6 голів.

## Титули і досягнення
- Чемпіон Грузії: 1990, 1991, 1992, 1993, 1994, 1995, 1996
- Володар Кубка Грузії: 1992, 1993, 1994, 1995, 1996
- Володар Кубка Швейцарії: 2000